# 이응인 (1567년)
이응인(李應寅, 1567년 ~ ?)의 자는 선수(善受), 본관은 원주, 거주지는 한성이다.

## 생애
1589년(선조 22년) 증광 무과에 병과로 급제하였다. 선전관으로 선조 임금을 보필하던 중 1592년 임진왜란이 터지고 선조가 몽양갈 때 형 이응인과 함께 선조
를 호종하였다. 어가가 위주로 몽진할 때 안주 청천강이 홍수로 범람하여 도강하기가 매우 어려웠다.
이 홍수 속에서 형은 임금을 업고 동생은 뒤를 받치며 무시히 청천강을 건넜다. 이 무렵 이응인은 왜병과 싸우다가 왜병의 칼에 귀가 잘리고 어깨에 심한 부상을 당했다. 유혈이 낭자하니 선조가 어의(御依)의 소패폭을 뜯어 상처를 싸매주면서 “경들의 충정이 이와 같은진대 불천지위(不遷之位: 공훈이 큰 이로써 영구히 사당에 모시도록 나라에서 허락한 神位)의 영예를 허락하노라” 하였다. 정유재란이 종결되자 호성공신 3등관에 책록되고 익흥군(益興君)에 봉해졌으며 내금위장(內禁衛將), 오위도총부 도총관, 훈련원도정(訓鍊院都正) 등을 거쳐 자헌대부 지중추부사에 이르렀다.

## 가족 관계
- 부

성명: 이욱(李旭)
품계: 통정대부(通政大夫)
관직: 행첨지중추부사(行僉知中樞府事)
- 안항: 형

성명: 이응남(李應男)
- 안항: 제

성명: 이응인(李應寅)
성명: 이응복(李應福)